# Динопонера
Динопонера припада роду мрава који се могу пронаћи једино у Јужној Америци. Припада подпородици Ponerinae, познатијих као Токандирас или џиновски Амазонски мрави . Ови мрави су генерално мање познати од Paraponera clavata, метак мрава, ипак женке Динопонера мрава могу да порасту 3-4 центиметара (1.2-1.6 инча) чинећи их једним од највећих мрава на свету.

## Имена
Динопонера (Токандирас мрави) су познати и као piata у многим Туканским језицима (језици Јужне Америке).

## Врсте
- Dinoponera australis Emery, 1901
- Dinoponera hispida Lenhart, Dash & Mackay, 2013
- Dinoponera gigantea Perty, 1833
- Dinoponera longipes Emery, 1901
- Dinoponera lucida Emery, 1901
- Dinoponera mutica Emery, 1901
- Dinoponera quadriceps Kempf, 1971
- Dinoponera snellingi Lenhart, Dash & Mackay, 2013

## Распрострањеност
Динопонера је стриктно Јужно Америчкии род мрава, и може се пронаћи од планинских прашума источних обронака Анда у Перу, Еквадору и Колумбији до савана и низијских прашума у Бразилу, Гвајани, у јужно према Боливији, Парагвају и Аргентини. Dinoponera australis, пореклом из Боливије, Бразила, Парагваја и Аргентине, је најраспрострањенија врста од свих Динопонера врста.

## Величина
Динопонера породици припада једна од највећих врста мрава на свету јер примерци женке Dinoponera gigantea могу бити 3-4 центиметара (1.2 -1.6 инчи) дужине. Јасно је да је величина оно по чему се Динопонера разликује од осталих родова. Једини мрави са радничикм уређењем који су приближни по величини су Paraponera clavata (метак мрави) и већи Pachycondyla мрави као P. crassinoda, P. impressa и P. villosa.. Метак мрави се лако разликују по својојој петиоли у облику сидра и кичми на површини трбуха, извајаном телу и дубоким антенским отворима. Pachycondyla се сматра и као сестрински род Динапонери. Поред своје величине, Дианпонера се разликује од Pachycondyla по томе што има пар бочно избочених келшта и два кичмена реда на пигидијуму и хипопигидијуму.

## Репродукција
Динапонера је једна од отприлике 10 ponerine родова у којима су неке врсте изгубиле типичан морфолошки специјализован приступ краљици у замену за репродуктивног радника познатог као гамергејт. Сукоб око доминације је интензиван у колонијама, а млађи радници обично се придружују линеарној хијерархији од једног до пет радника, у зависности од величине колоније. Гамергејт или алфа женка је на врху хијерархије. Алфа женка се пари са мужјацима из других легала ноћу, на уласку у легло. Након копулације женка гризе кроз мужјаков гастер како би се ослободила и извукла гениталну капсулу која служи као привремени чеп за сперму. након паренја женка је неприметна за друге мужјаке и остаје самостална. Гамергејт одржава доминацију са ритуалним понашањем као што је боксовање антенама и грижење, блокирањем или увијањем и трљањем гастера .
Алфа женке могу умазати женку која јој представља конкуренцију секретом из Дуфурове жлезде, чиме обавештава раднике мањег ранга да онеспособе означену женку. Подређене женке (бета, гама или делта) могу произвести неоплођена јаја али су она најчешће заврше поједена од стране алфа женке у некој форми краљичиног уређења.
Мужјаци се рађају током целе године код тропских врста, ипак код Dinoponera australis врсте, која живи на умеренијем југу, мужјаци се рађају у периоду од Маја до Јула. Када алфи опадне способност репродукције или када умре замењује је неки од високо рангираних радника.

## Исхрана
Ниже рангирани радници у хијерархији прикупљају храну на тлу самостално и не регрутују друге чланове легла приликом транспорта хране. Иако радници прикупљачи не регрутују друге чланове Nascimento et al. (2012) примећена је позитивна повратна информација између долазеће хране и нових прикупљача као и расподела задужења када се храна донесе у легло. Ниже рангиране женке су обрађивале протеинске ресурсе док су више рангиране женке руковале са мањим деловима хране и дистрибуирале их ларвама. Форкасије и Оливијера (2002) су приметили да Dinoponera gigantea прукупља храну највише у току раних јутарњих часова и поднева али их нису посматрали током ноћи. Morgan (1993) је запазио највећу ноћну активност код Dinoponera longipes. Dinoponera quadriceps има изражен сезонски облик активности. Најактивнији су у од Маја до Августа, када је при крају кишна сезона и почетак суша у семи аридној Катинги. Активност је прилично независна од температуре и много више зависи од количине плена. Исхрана код Dinoponera gigantea као и код Dinoponera quadriceps састоји се од меса претходно умрлих бескичмењака, али понекада укључује и живи плен, семенке и плодове. Araújo & Rodrigues (2006) тврде да се таксономска различитост плена може упоредити са осталим тропским ponerine врстама, али је плен од 2-3 центиметара оптималан код Динопонере. Исхрана је поприлично слична у целом роду, независно од станишта.

## Предатори и патогени
Упркос својој величини и јаком отрову, Динопонера представља плен многим кичмењацима и бескичмењацима Јужне Америке. Као и многе друге врсте мрава и Динопонера може бити заражена ентомопатогеном гљивом Cordyceps. Buys et al. (2010) открива Kapala врсту еухаридне осе која се излеже из ларви Dinoponera lucida.

## Отров
Како би савладали велики плен и зарад одбране, радници имају жаоку за коју је познато да изазива велики бол који траје и до 48 сати. Лимфодепатија, едем, и тахикардија као и појава свеже крви на фацама људских жртви су учестали симптоми. Код неких је кеса са отровом празна. Радници имају 60-75 разиличитих протеинских компоненти у отрову. Компликована жлезда која производи отров код Dinoponera australis поседује сличности са жлездама које се могу наћи код vespine врста оса. Садржај Dinoponera australis отрова је сличан ономе који се може пронаћи код Pachycondyla врсте. Због својих јединњења виске разноликости и систематичних ефеката, отров Динопонере се може користити у фармацеутској индустрији. На пример, Sousa et al. (2012) студија је демонстрирала да мишеви изложени Динопонера отрову имају антиноцицептивни својства. Аутори су забележели да локала популација северо источног Бразила користи осушене и уситњене Dinoponera quadriceps мраве за лечење проблема са ушима, а клешта живих мрава се користе при лечењу проблем у леђима и реуматизму.

## Колоније
Колоније варирају у величини зависно од вртсе, али се генерално састоје од нешто мање од 100 јединки. Dinoponera australis колоније имају у просеку по 14 радника (у распону од 3-37), Dinoponera gigantea у просеку 41 радника (распон од 30-96), а Dinoponera quadriceps имају највеће колоније са просечним бројем од 80 радника (26—238).
Нове колоније настају процесом фисије, процесом у којем је бета женка оплођена у наталном мравињаку. Ова нова алфа женка одлази из мравињака са делом радника како би основала независну колонију, понекад примењујући такозвано тандемско трчање.

### Мравињаци
Мравињаци се састоје од великих одаја и тунела у земљи са могућношћу земљаних хумки и могу бити од 0.10 до 1.2 метара дубоки. Мравињаци су дубљи код Dinoponera australis и Dinoponera quadriceps него код Dinoponera gigantea. Monnin et al. (2003) сугерише да су дубља гнезда вероватно адаптација на сезонске варијације и влажност. Dinoponera gigantea мравињаци имају до осам улаза и понекад могу бити полидомна, док су код Dinoponera longipes примећена и по 1-30 улаза са просеком од 11. Близина гнезда и просторна дистрибуција зависи од станишта. Густина варира од 15-40 мравињака по хектару до 80 мравињака по хектару.Morgan (1993) је измерио просек растоајања између Dinoponera longipes мравињаака са медијаом од 35 метара (бр. узорака = 22, распон од 14-69.5 метара). Dinoponera australis и Dinoponera gigantea најчешће праве мравињаке и подножју дрвећа. Посматрање Dinoponera quadriceps показује да у сувљим Катинга и Керадо срединама они мравињаке праве углавном у подножју дрвећа, док се у Атлантским шумама 60% мравињака налази 3 метара удаљено од дрвећа.

## Спољашне везе
- Медији везани за чланак Dinoponera на Викимедијиној остави
- Tree of Life Web Project: Dinoponera Архивирано на веб-сајту  (26. август 2018)
- Catalogue of Life: Dinoponera
- „Dinoponera  Roger, 1861”. Integrated Taxonomic Information System.
- Animal Diversity Web: Dinoponera